# Verwaltungsgemeinschaft Elbe-Havel-Land
Verwaltungsgemeinschaft Elbe-Havel-Land ligger i Landkreises Stendal i den tyske delstat Sachsen-Anhalt, og består af 11 kommuner. Administrationsby i Verwaltungsgemeinschaft er i Schönhausen (Elben).

## Geografi
Elbe-Havel-Land ligger i den østlige del af Landkreis Stendal , og afgrænses mod vest af Elben og i nordøst af den nedre del af Havel. Der imellem ligger landskabet Land Schollene, en skovrig egn der er blevet benyttet til militært øvelsesområde. Mod øst grænser området til den brandenburgske Landkreis Havelland, mod syd til Landkreis Jerichower Land.

## Kommuner og landsbyer
- Fischbeck (Elben) med Kabelitz
- Hohengöhren med Hohengöhrener Damm
- Kamern med Hohenkamern, Neukamern og Rehberg
- Klietz med Friedenssiedlung og Scharlibbe
- Neuermark-Lübars
- Byen Sandau (Elben)
- Schollene med Ferchels, Karlsthal, Mahlitz, Molkenberg, Neumolkenberg, Neuschollene, Neuwartensleben og Nierow
- Schönfeld
- Schönhausen (Elben) med Schönhauser Damm
- Wulkau
- Wust med Briest, Melkow, Sydow, Wusterdamm og Wuster Schäferei